# Sint-Walrickkapel
De ruïne van de Sint-Walrickkapel (ook geschreven als Sint-Walrickskapel) is een Nederlands rijksmonument, gelegen in de Overasseltse Vennen in de gemeente Heumen.

## Geschiedenis
De kapel werd in de 15e eeuw gebouwd en was in gebruik door monniken van de abdij van Saint-Valery-sur-Somme die in het gebied een priorij hadden. Het was een laatgotische rechthoekige kapel. Hiervan bleef vanaf de 17e eeuw een deel van de oostelijke wand met rondbogige vensters en een deel van de lange muren over als ruïne. De kapel was gewijd aan de heilige Walricus (Sint-Walrick) die beschouwd werd als patroon van zieken, specifiek van lijders aan koorts.
Halverwege de 17e eeuw kwam het gebied in particulier bezit en halverwege de 19e eeuw in bezit van de stichting De Algemeene Armen uit Overasselt. Er stond voordien een offerblok voor de armen bij de kapel. Er vonden meerdere restauraties plaats. 
Vanaf de jaren 50 van de 20e eeuw kreeg de ruïne het huidige aanzien. Er werd een door Peter Roovers in 1953 gemaakt beeld van O.L. Vrouw met kind geplaatst in opdracht van de Lourdesgroep van de Katholieke Verkenners ter gelegenheid van de honderdjarige terugkeer van het beeld van de Zoete Lieve Vrouw van Den Bosch van Brussel naar Den Bosch. De steen die onder dit beeld werd ingemetseld, komt uit Lourdes. 
In 1986 droeg Staatsbosbeheer het gebied rond de ruïne over aan de op 2 februari 1983 opgerichte Monumentenstichting Baet en Borgh. Deze stichting heeft in Appeltern ook Stoomgemaal De Tuut en het dijkmagazijn in beheer, alsmede het Torentje van de Blanckenburg in Beuningen.

## Willibrordcultus en koortsboom
Eind 19e eeuw verscheen in de Katholieke Illustratie een verhaal over een zieke dochter van een leider van Hoemannen, lokale heidenen, die op aanwijzing van de heilige Willibrord genezen werd door een haarband in een struik te hangen. Hierop bekeerden beiden zich tot het christendom en werden daarna vermoord door de andere Hoemannen. Ook zou Karel de Grote in 777 de geneeskrachtige werking van de plaats ervaren hebben en een kapel aan Sint-Willibrord gewijd hebben. Hierna werd de plaats een pelgrimsoord voor zieken ter ere van Sint-Willibrord. Deze bedevaarten werden in 1846 beschreven in tijdschrift De Fakkel en waren tot halverwege de 20e eeuw in gebruik. 
De oorspronkelijke kapel zou echter niet voor Sint-Willibrord, maar ter ere van de heilige Walricus zijn gesticht. Sint-Walrick was in de loop der tijd in de vergetelheid geraakt. Vanaf de jaren 1990 werd het gebruik van de koortsboom populair en werden lappen gehangen aan een eik die nog steeds naast de ruïne van de Sint-Walrickkapel staat. Nabij de kapel ligt het Scoutingkampeerterrein St. Walrick, een van de belangrijkste scoutingterreinen in Nederland.